# 摩拉维亚塞尔维亚
摩拉维亚塞尔维亚（塞爾維亞語： / Moravska Srbija）是塞尔维亚帝国（1371年）解体后最大和最强大的塞尔维亚公国。摩拉维亚塞尔维亚以该地区的主要河流大摩拉瓦河命名。摩拉瓦地区的独立公国成立于1371年，并在1379年通过其第一任统治者拉扎尔·赫雷别利亚诺维奇亲王的军事和政治活动达到最鼎盛。在1402年，它升为塞尔维亚专制国，直到1459年（法理上直到1560年代）。
摩拉维亚与现今捷克共和国的摩拉维亚地区没有任何关系。摩拉维亚塞尔维亚一词指的是现今塞尔维亚中部的大摩拉瓦河，西摩拉瓦河和南摩拉瓦河流域。

## 历史
拉扎尔·赫雷别利亚诺维奇生于1329年左右科索沃地区塞尔维亚王国新布尔多附近的普里莱帕克要塞。拉扎尔是塞尔维亚沙皇斯特凡·烏羅什·杜尚朝廷的臣子，也是杜尚的继任者沙皇斯特凡·烏羅什五世（1356-1371）的臣子。乌罗什在位时以中央权威的削弱和塞尔维亚帝国的逐渐解体而闻名。强大的塞尔维亚贵族在他们各自控制的地区几乎独立。

## 统治者
- 拉扎尔·赫雷别利亚诺维奇（1371–1389）
- 斯特凡·拉扎列维奇（1389–1402）